# Věncova hora
Věncova hora (německy Kranzlberg) je kopec v Novohradském podhůří. Jedná se o nejvyšší vrchol podcelku Kaplická brázda. Nachází se nad vsí Štěkře na území obce Dolní Třebonín v Jihočeském kraji (okres České Budějovice). Tvoří výraznou dominantu oblasti Kouty na Českokrumlovsku, neboť se zvedá o více než 100 m nad okolní mírně zvlněnou krajinou a oproti hluboko zaříznutému údolí Vltavy na západě a severu oblasti je převýšení dokonce přes 200 m.

## Název
Kopec nesl v minulosti na státních mapách více názvů. V 50. letech 20. století a posléze od 80. let 20. století do začátku 20. let 21. století nesl název Věncová hora. V mezidobí v 60. a 70. letech 20. století se nazýval Třebonínská hora.

## Geomorfologie a geologie
Geologicky je Věncova hora tvořena pararulou metamorfní jednotky moldanubika, vrcholovou částí prostupuje pegmatitová žíla. Tvarově je to symetrický kupovitý kopec se svahy částečně pokrytými kamennou sutí. Hrotitý vrchol je pokryt skalními výčnělky dosahujícími výšky 1,5–2 m. Severně ve vzdálenosti 250 m vybíhá nižší vrcholek (620 m) oddělený nehlubokým sedlem. Další vrchol, oddělený 30 m hlubokým sedlem, je ve vzdáleností 500 m jižně Plechatá hora (612 m).

## Historie
Podle nálezů několika zlomků blíže neurčené pravěké keramiky (50 m JV od trigonometrického bodu) se předpokládá, že na Věncově hoře bylo pravěké výšinné sídliště, stopy umělého opevnění zde nebyly zjištěny. Lokalita je zalesněna.
V roce 1336 daroval Menhart ze Štěkře Věncovu horu klášteru Zlatá Koruna. Poslední zlatokorunský opat Bohumír Bylanský si oblíbil Věncovu horu natolik, že si na ní nechal vystavět konírny a lovecký altán. Spojení prý obstarávala zvlášť proražená podzemní chodba, ke které z levého břehu Vltavy na protější pravý břeh vedla dřevěná lávka.